# Spasskajatornet

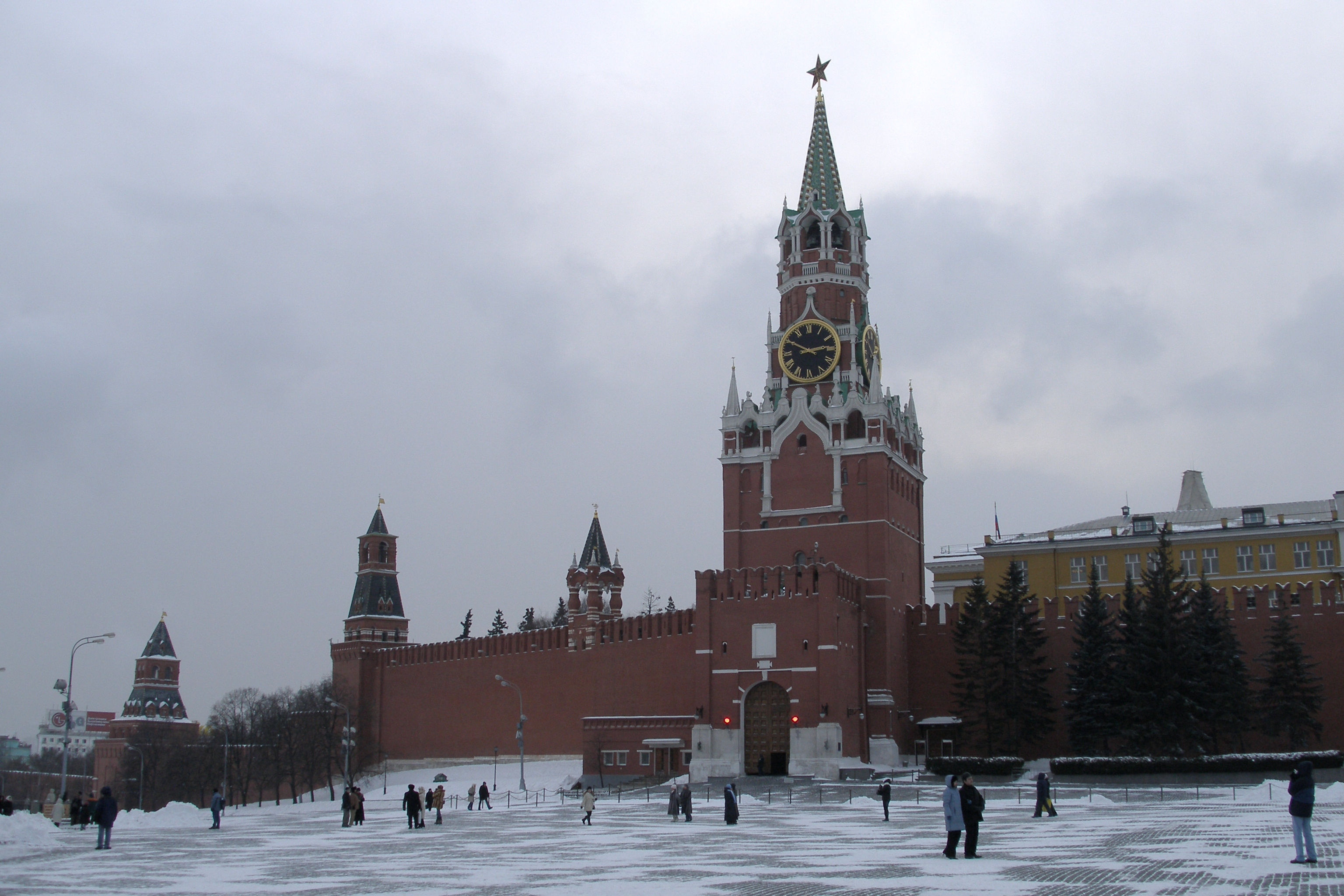
Spasskajatornet

Spasskajatornet (på ryska:Спасская башня) vid Röda torget i Moskva, även översatt som Frälsartornet, är Kremls huvudtorn. Det byggdes 1491. Tornet har en genomfartspassage på Kremlmurens östra sida. 

## Historik
Tornet byggdes 1491 av den italienske arkitekten Pietro Antonio Solari. Ursprungligen döptes det till Frolovskaja-tornet efter kyrkan Frol och Lavr i Kreml, som inte längre finns där. Tornets moderna namn kommer från ikonen 'Spas Nerukotvornyj' (ryska: Спас Нерукотворный, 'Frälsaren inte gjord av händer'), som placerades ovanför portarna på innerväggen 1658 och togs bort 1917.
Tornet är också uppkallat efter den väggmålade ikonen "Spas Smolenskij" (ryska: Спас Смоленский, 'Smolenskij-frälsaren'). Den skapades på 1500-talet på tornets yttervägg, putsades över 1937, öppnades senare åter och restaurerades 2010.
Spasskajatornet var det första tornet av de många Kreml-tornen i Moskva som kröntes med valmtak. Detta skedde 1624–1625 av arkitekterna Bazjen Ogurtsov och Christopher Galloway (skotsk arkitekt och klockmakare). Enligt ett antal historiska berättelser dök klockan på Spasskajatornet upp mellan 1491 och 1585. Den brukar kallas Kremls klockspel (Кремлёвские куранты) och markerar den officiella Moskvatiden. Urtavlan har en diameter på 6 meter. Porten till Spasskajatornet användes för att ta emot utländska dignitärer, och den användes också under formella ceremonier eller processioner som hölls på Röda torget.

### Vördnad och respekt för tsaren
Tornporten var en gång huvudingången till Kreml. Under tsartiden var alla som gick genom portarna tvungna att ta av sig sin huvudbonad, göra korstecknet och stiga av sin häst. Denna praxis återupplivades efter att Frälsarens ikon återställdes 2010, men enbart ceremoniellt.
"Ryssarna har alltid betraktat Spasskajatornet med stor vördnad. Enligt gamla legender var tornet besatt av mirakulösa krafter och var känt för att skydda Kreml från fiendens invasion. Människor som passerade genom portarna skulle alltid följa seden att göra korstecknet och ta av sig sin hatt för att visa sin respekt, och hästar som passerade genom portarna till tornet sades bli skygga. Faktum är att Napoleon själv inte kunde hindra sin häst från att skrämmas när han red genom portarna, efter att ha avstått från att visa sin respekt, och den franske kejsarens hatt sades ha fallit av hans huvud."
Byggandet av Spasskajatornet beställdes av Ivan III, ledaren för storhertigdömet Moskva och farfar till Ivan den förskräcklige.

### Sovjetunionen och modern användning
Efter tillkomsten av Sovjetunionen ersatte Josef Stalin 1936 den tvehövdade örnen på toppen av Spasskajatornet med en röd stjärna, eftersom han ville avlägsna alla spår till den tidigare tsartiden. Stjärnan roterar 360°, och höjden på tornet med stjärnan är 71 meter.
Traditionen att stiga av hästen och ta av mössan upphörde under sovjettiden, då Kreml blev centrum för regering och politik. Bilar närmade sig porten direkt från Lobnoje Mesto och vägen bredvid GUM-varuhuset. All annan trafik dirigerades genom Borovitskij-porten.
Flera katedraler revs under årens lopp för att ge plats åt andra statliga byggnader. Det var inte förrän 1955, under Nikita Chrusjtjovs styre, som Kreml åter öppnades för utländska besökare. Kreml förvandlades 1961 till ett museum och lades 1990 till på världsarvslistan. Det finns flera katedraler innanför Kremls murar och några av dem håller gudstjänst, dock oregelbundet eftersom katedralerna fortfarande drivs som museer.
Spasskajaporten skapade problem in på 1990-talet, eftersom passagen av fordon störde flödet av fotgängare till GUM och andra köpcentrum. År 1999 togs beslutet att slutligen stänga porten för all trafik, men trafikljusen och vaktplattformarna finns fortfarande kvar och porten används ibland när reparationer måste göras på Borovisskijporten. Numera öppnas porten för att ta emot presidentens bilkortege på invigningsdagen, för paraderna på andra världskrigets segerdag och för att ta emot nyårsträdet.
I augusti 2014 föreslog den ryske presidenten Vladimir Putin att återställa Kristi himmelsfärdsklostret och Chudov-klostret, som revs av den sovjetiska regimen på 1930-talet. Men på grund av arkeologiskt arbete som påbörjades i december 2015, liksom avsaknad av UNESCO:s godkännande av restaureringen, är denna för närvarande (2022) ej inledd. Under de arkeologiska utgrävningarna har experter lyckats hitta grunden för Chudov-klostret och Kristi himmelsfärdsklostret.
Spasskajatornet är också hedersplatsen för den den internationella militärmusikfestivalen "Spasskaya Tower" som genomförs på Röda torget.
I augusti 2010 avtäcktes den återställda ikonen för Smolensk Frälsare ovanför porten (se bilden nedan). Därmed började paradinspektörens tradition att ta av sig huvudbonaden och göra korstecknet före inspektionen av trupper under alla Moskvas segerdagsparader. Sedan 2016 sker varje timme en vaktbytesceremoni av Kremlregementet inom portområdet.

## Galleri

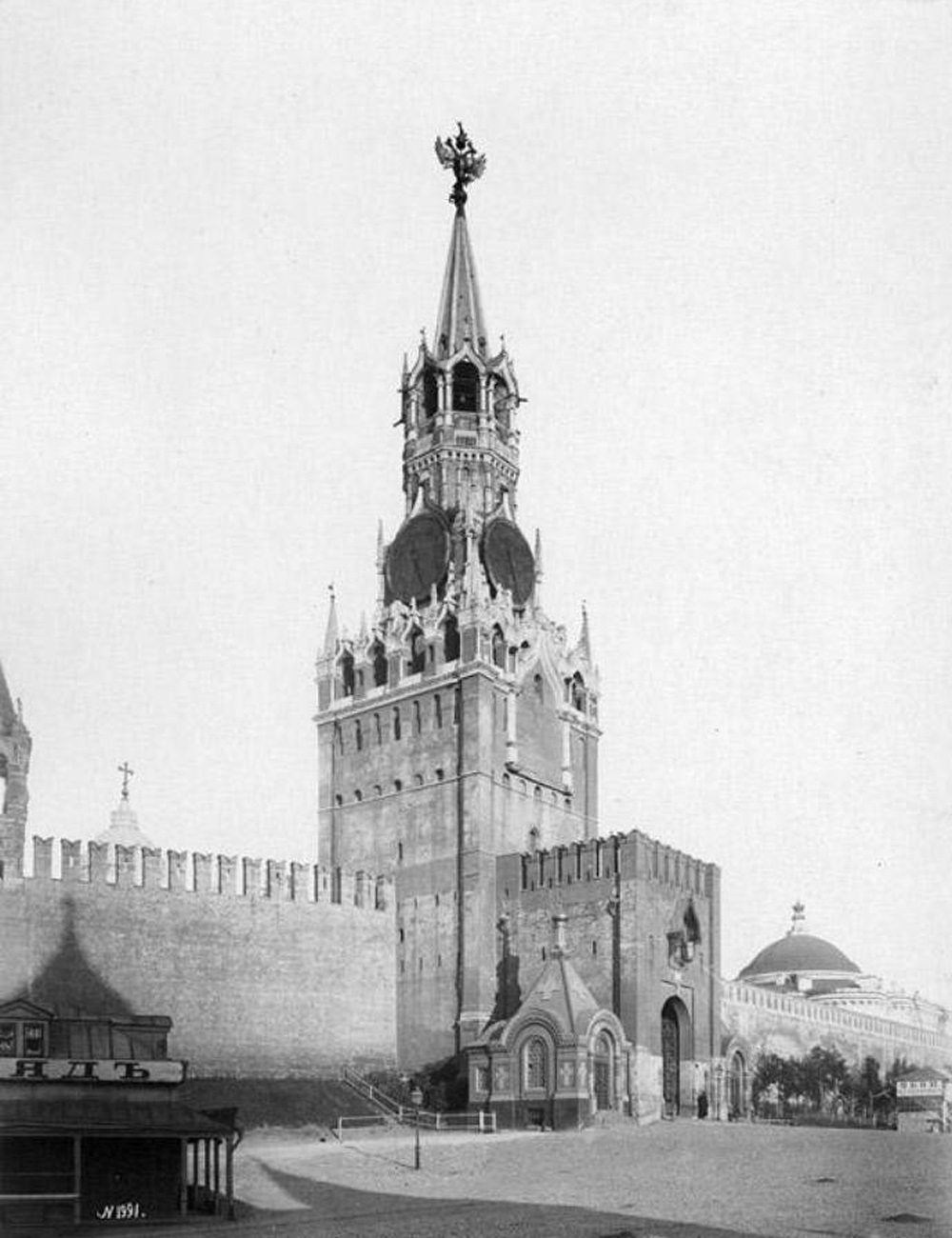
Spasskajatornet 1880
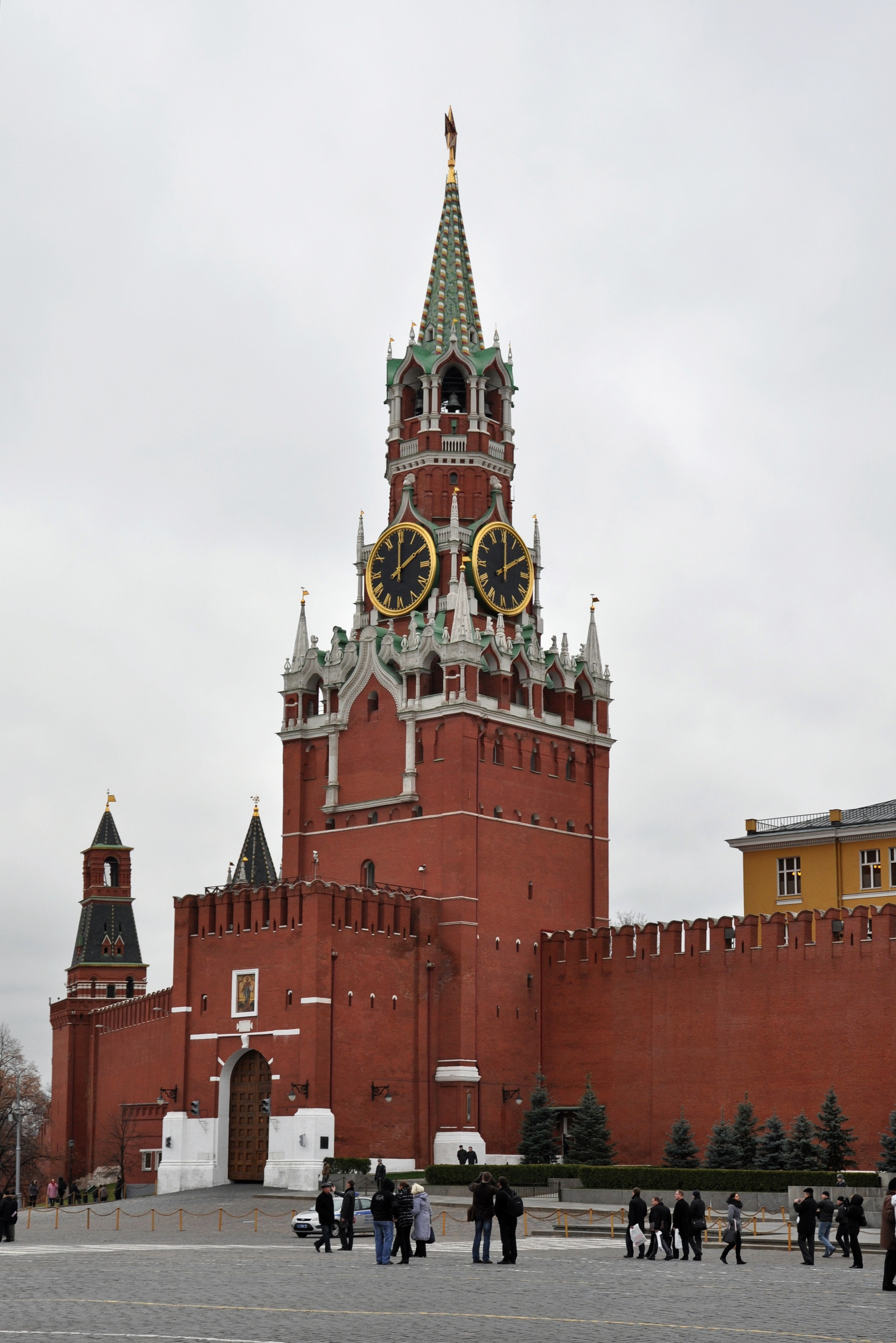
Spasskajatornet
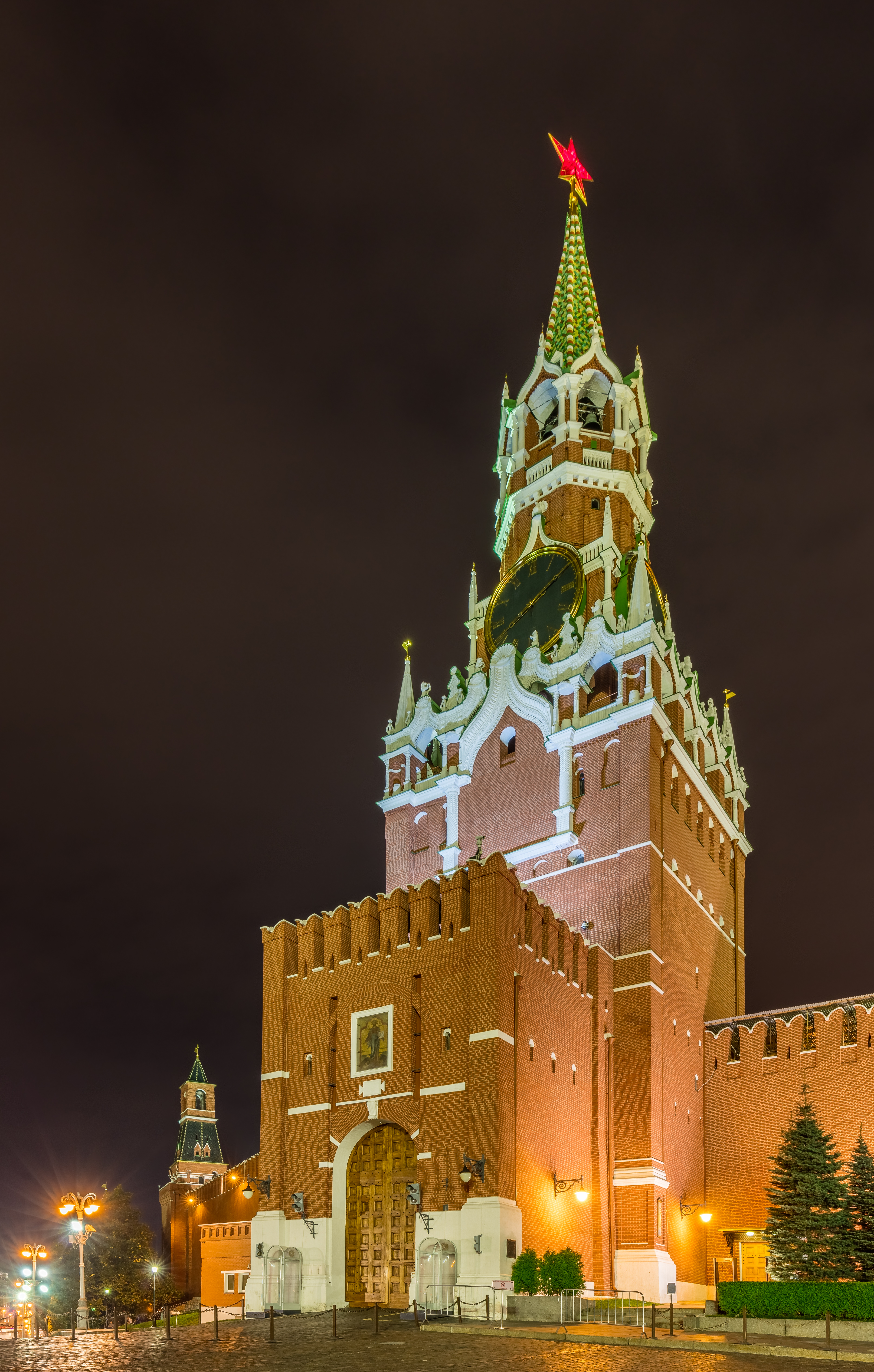
Spasskajatornet nattetid
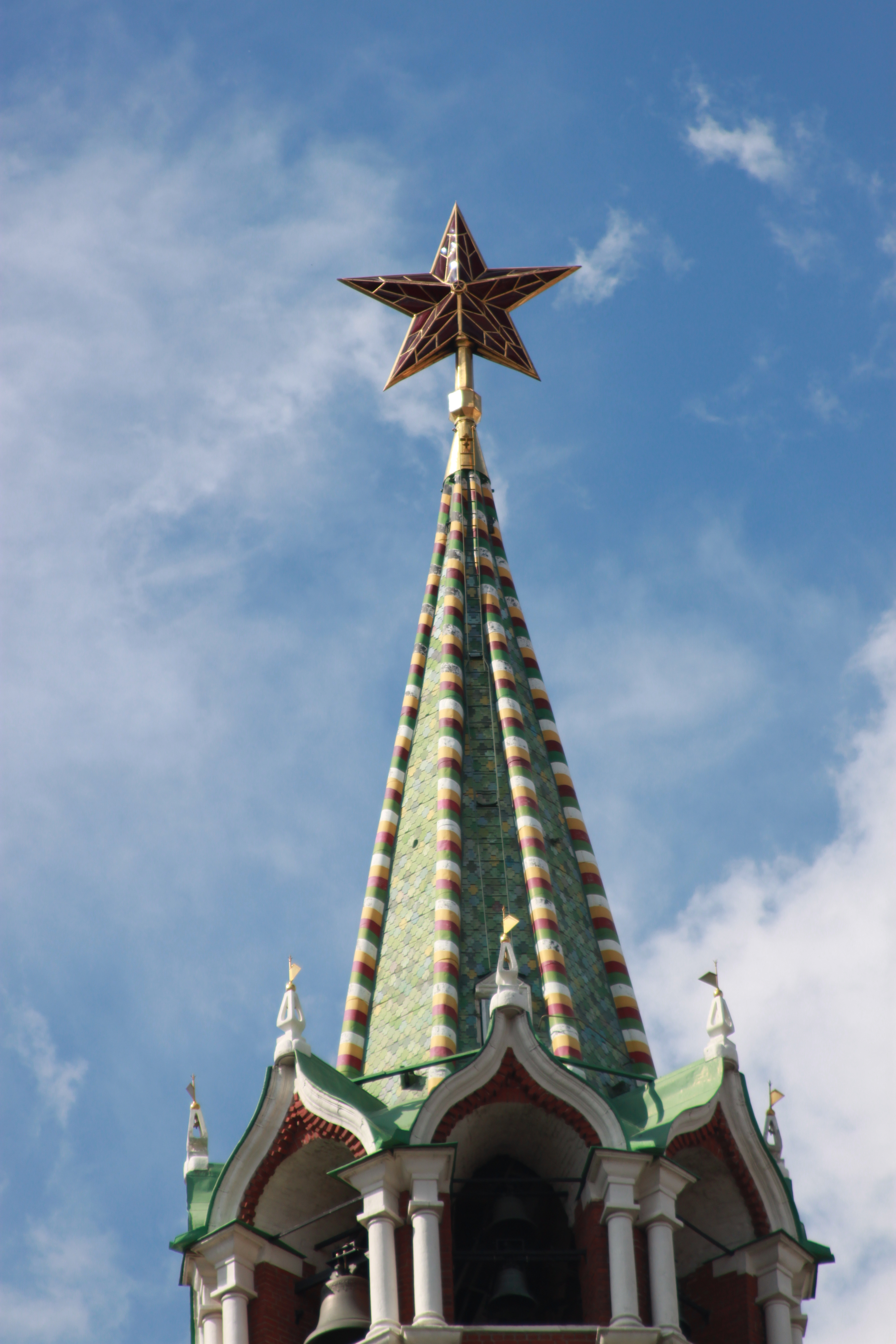
Kremlstjärnan på Spasskajatornet
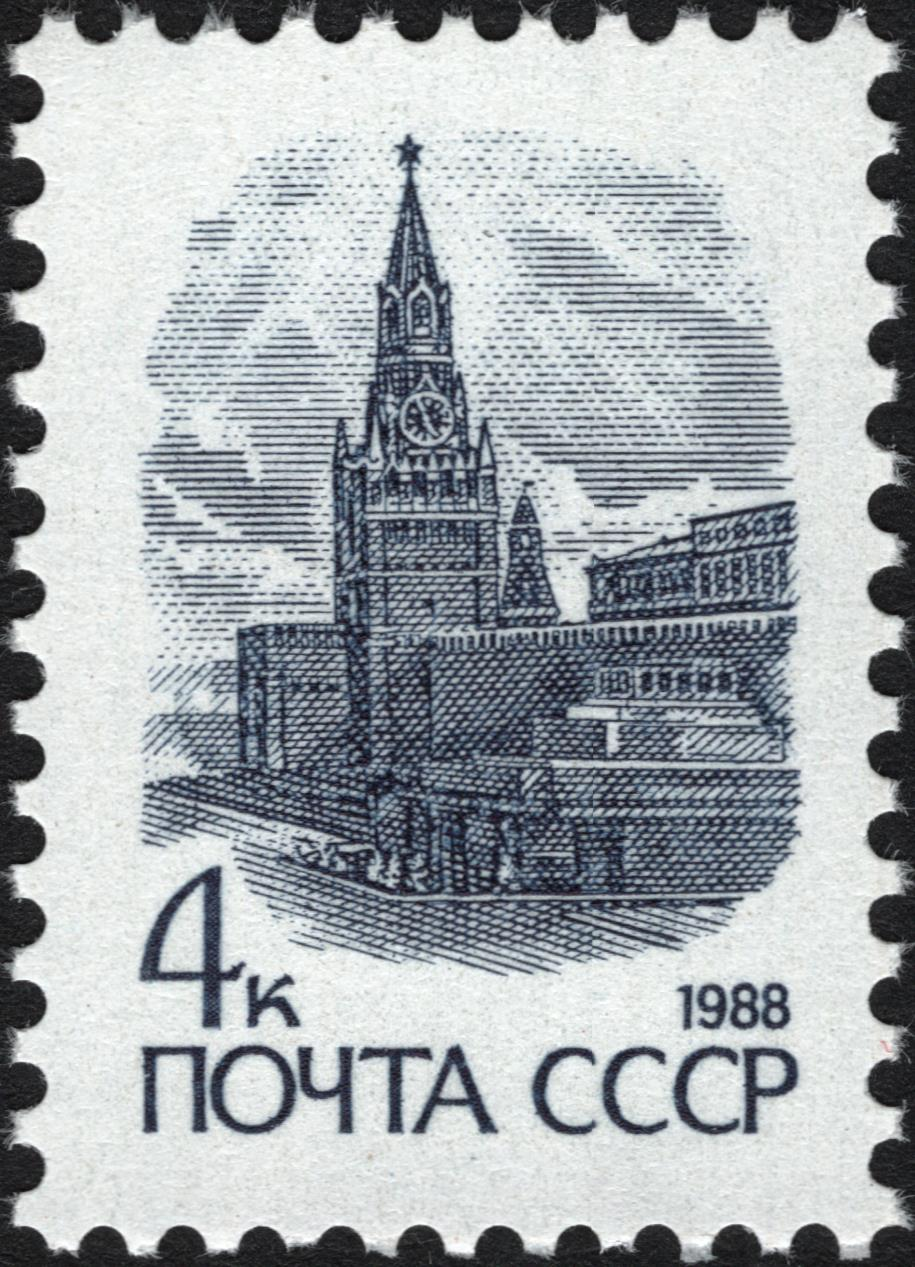
Sovjetiskt frimärke med tornet
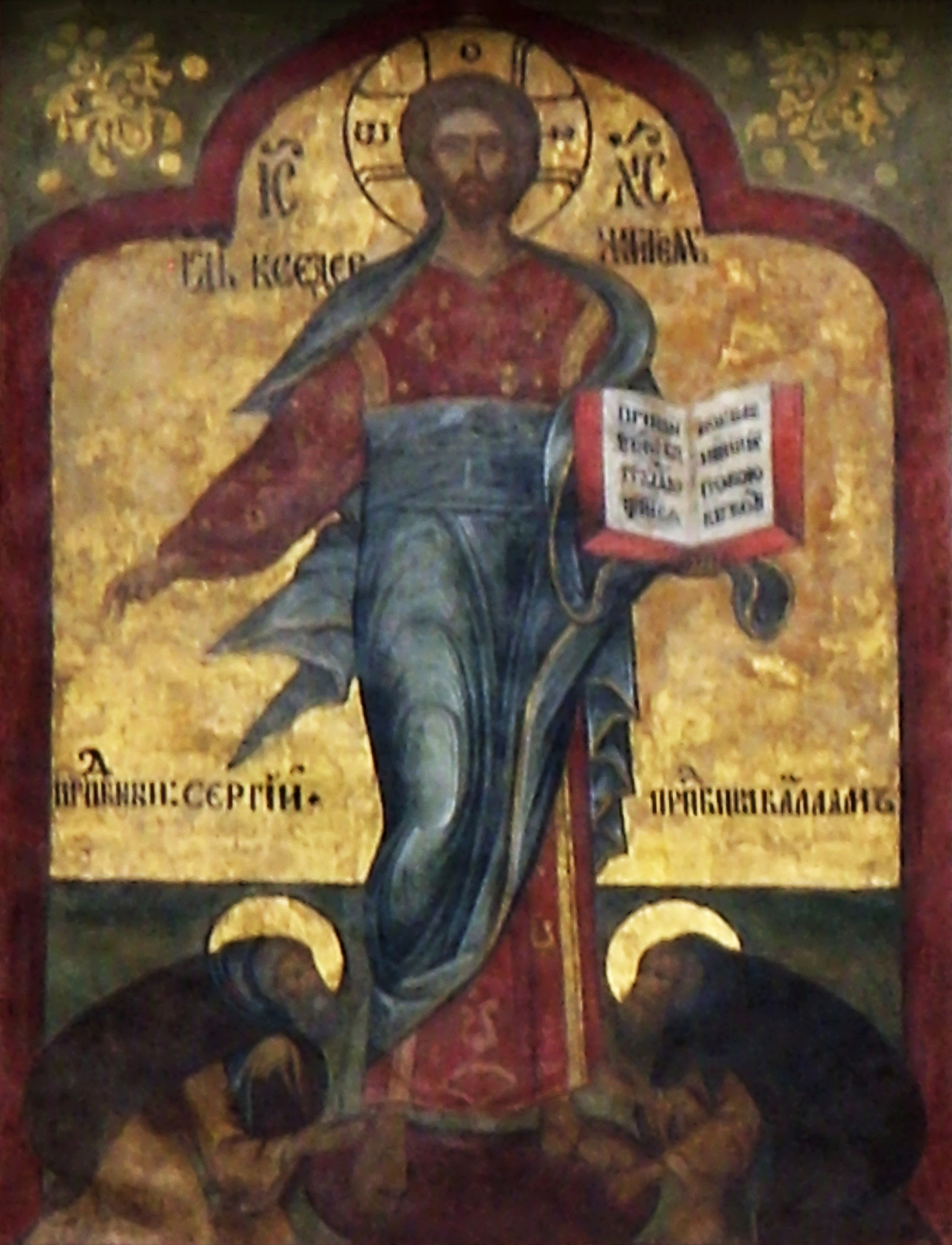
Spas Smolenskij
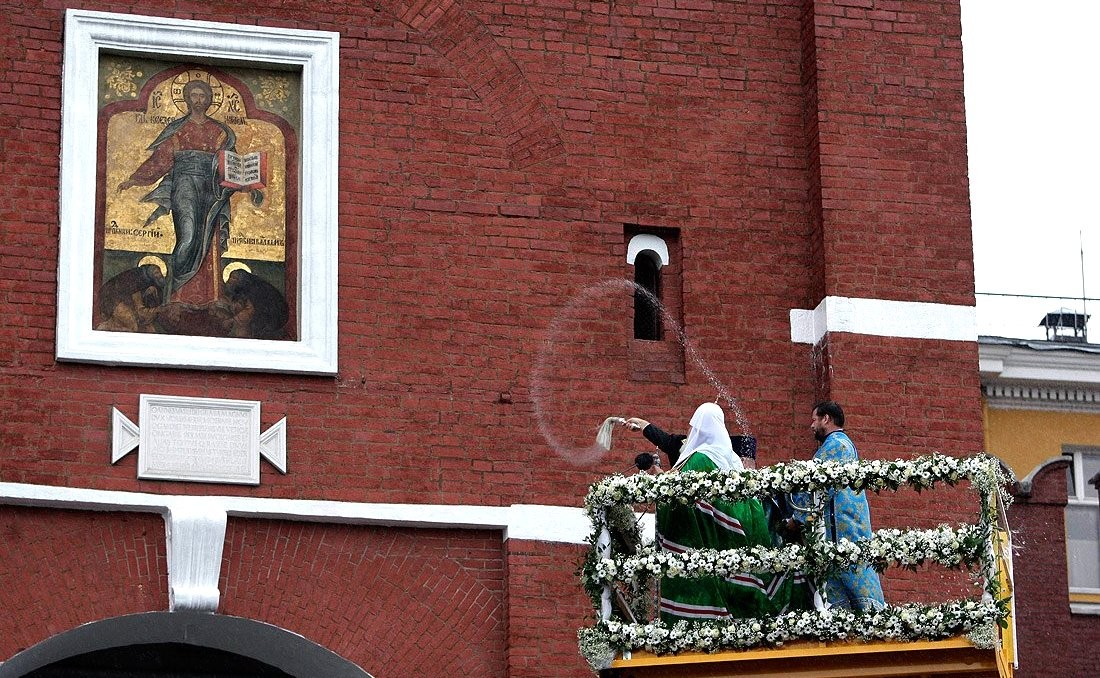
Helgonceremonyi för ikonen. August, 2010.
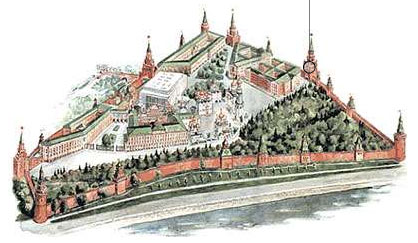
Tornets plats i Kreml markerad med en cirkel
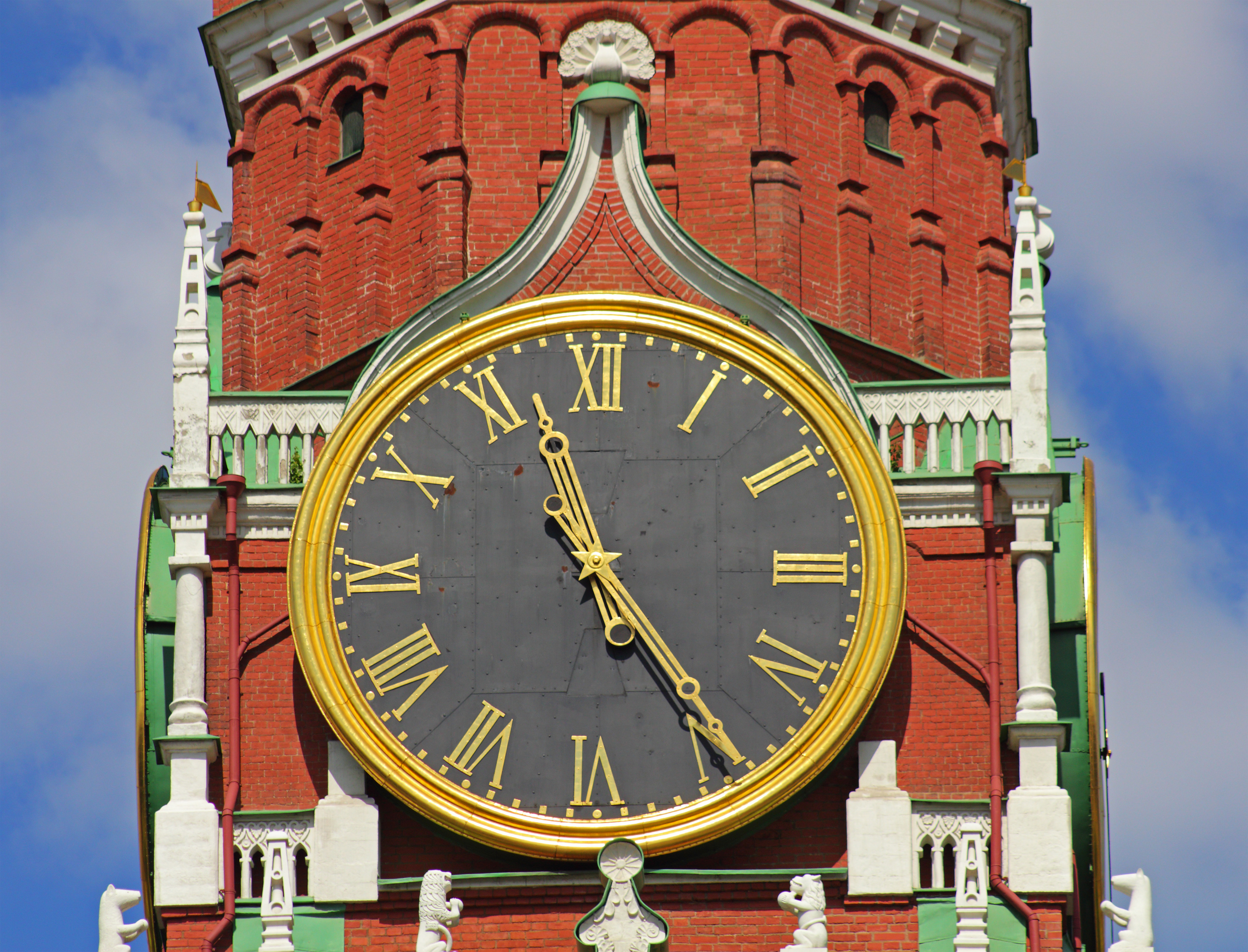
Kremlklockan
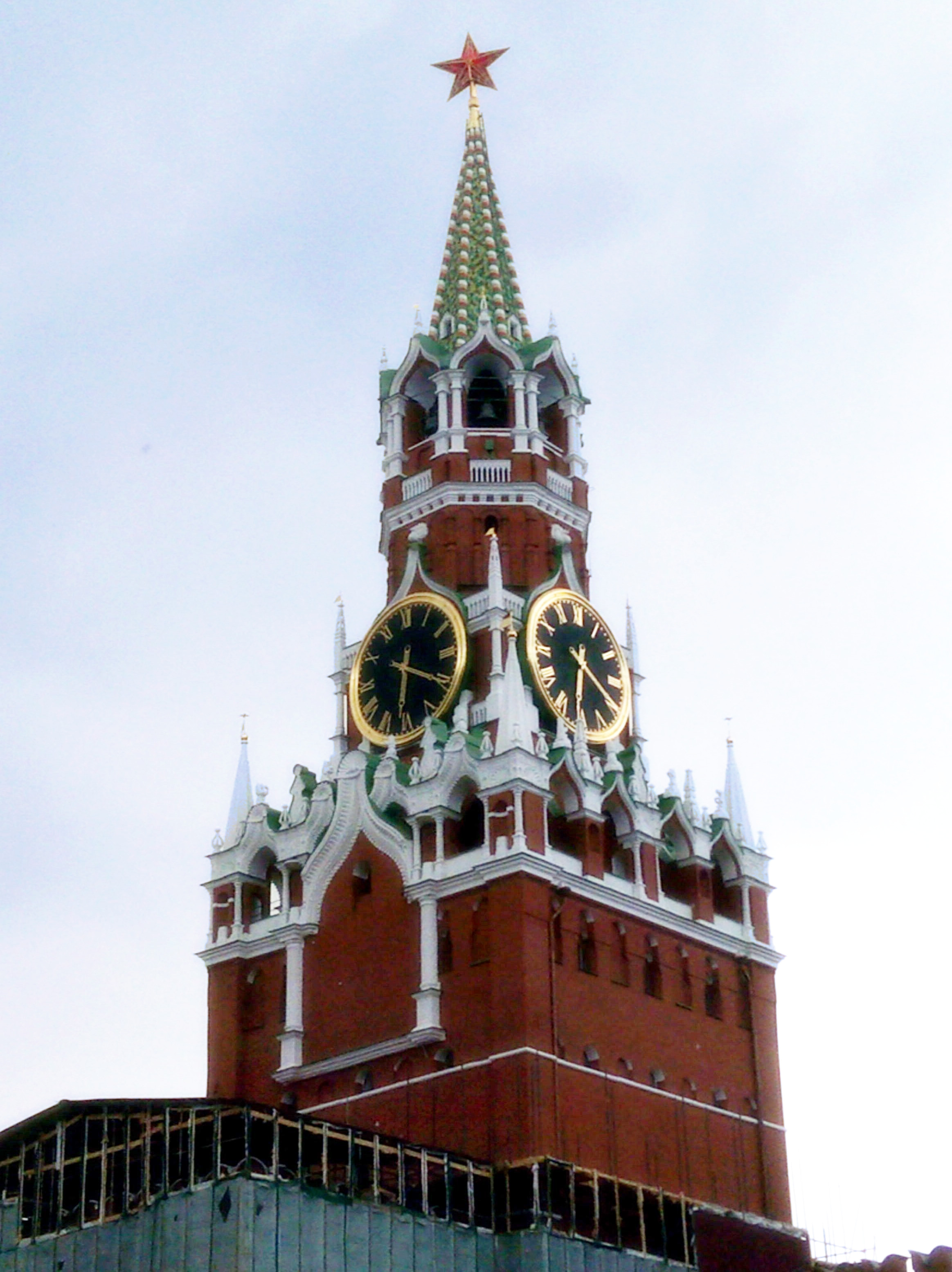
Spasskajatornet efter renovering (2015)